# Stanislau Stankewitsch

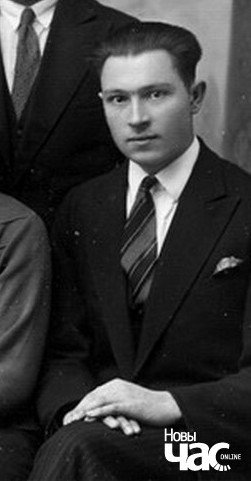
Stanislau Stankewitsch

Stanislau Stankewitsch (belarussisch Станіслаў Станкевіч, Stanislaŭ Stankevič, englisch Stanislaw Stankievich; * 23. Februar 1907 bei Aschmjany, Gouvernement Wilna, Russisches Kaiserreich (heute Belarus); † 3. November 1980 in New York) war ein belarussischer Politiker, Nazikollaborateur und Antikommunist. Unter deutscher Besatzung war er Bürgermeister der Stadt Baryssau und mitverantwortlich für die Ermordung von sechstausend Juden.

## Leben
Stankewitsch war studierter Slawist und wurde 1936 an der Universität Wilna zum Doktor der Geisteswissenschaften promoviert. Er unterrichtete Belarussisch und Literatur am Gymnasium in Dsisna.

### Zweiter Weltkrieg
Zum Zeitpunkt des deutschen Einmarschs in die Sowjetunion lehrte er im damals sowjetischen Ort Nawahrudak. Unmittelbar nach dem Einmarsch wurde er unter SS-Standartenführer Franz Six „Vertrauensmann“ für das Vorkommando der deutschen Einsatzgruppe B. Die Besatzungsmacht setzte ihn im Sommer 1941 als Bürgermeister der Stadt Baryssau ein. Stankewitsch siedelte die rund 8000 dort lebenden Juden in den ärmsten Teil des Ortes um und ließ eine Mauer um das Ghetto errichten. Auf Anweisung der SS führte er eine Steuer für die Juden ein.
Am 20. Oktober 1941 ermordeten Einheiten der weißruthenischen Hilfspolizei zusammen mit SS-Offizieren und Soldaten, von denen einige aus Lettland stammten, im Auftrag Stankewitschs bis zu 7000 der 8000 in der Stadt lebenden Juden. In der Nacht zuvor hatte der Bürgermeister noch ein „wildes Fest“ für die Polizisten veranstaltet. Bei dem Massenmord mussten die noch lebenden Opfer die Leichen der bereits Erschossenen möglichst platzsparend anordnen und mit einer dünnen Schicht Sand bedecken, bevor sie selbst erschossen wurden. Zudem wies Stankewitsch seine Truppen an, jeweils mit einem Schuss durch zwei Personen durchzuschießen, um Munition zu sparen. Stankewitsch war nach eigenen Angaben während des Massakers nicht anwesend, sondern hatte sich auf das Land zurückgezogen.
Anschließend wurde er zum Verantwortlichen des Weißruthenischen Zentralrats für die gesamte Region um Baranawitschy befördert. Wie zuvor in Baryssau internierte Stankewitsch, unmittelbar nachdem er im Frühjahr 1942 die Verwaltung von Baranawitschy übernommen hatte, die 15.000 Juden der Stadt in einem Ghetto, um ihre Vernichtung vorzubereiten.
Als die Rote Armee nach Belarus vorrückte, ging Stankewitsch nach Deutschland, wo er ab August 1944 die belarussisch-nationalistische und antikommunistische Wochenzeitung Ranica („Der Morgen“) herausgab, die sich an in Deutschland lebende Belarussen richtete und für die Waffen-SS zu rekrutieren versuchte.

### Nachkriegszeit
Nach dem Krieg war Stankewitsch ab Mai 1945 im DP-Lager Amberg in der Amerikanischen Besatzungszone untergebracht. Dann unterrichtete er Displaced Persons in den DP-Lagern Regensburg und Michelsdorf. Von Ende 1946 bis Mai 1950 leitete er dann das DP-Lager in Osterhofen, wobei er sich autoritärer Mittel bediente. Parallel begann er, die Zeitung Bazkauschtschyna („Vaterland“) herauszugeben. Auch eine am 31. Oktober 1947 von den Vereinten Nationen auf Antrag der Weißrussischen SSR angenommene Resolution, die Stankewitsch als Kriegsverbrecher bezeichnete, dem die USA unrechtmäßig Unterschlupf gewährten, blieb folgenlos.
Nach 1950 erteilte Stankewitsch Sprachunterricht bei der Internationalen Flüchtlingsorganisation (IRO) in München. Ein Antrag auf Auswanderung in die USA nach dem Displaced Persons Act wurde von dem zuständigen Ausschuss mit der Begründung abgelehnt, dass Stankewitsch während des Krieges eine prodeutsche Propagandazeitung herausgegeben habe und ein „Opportunist durch und durch“ sei, der seine politische Einstellung und Loyalität wechsle und nur auf den eigenen Vorteil bedacht sei. Somit sei er ein Sicherheitsrisiko. Stankewitsch lebte daraufhin weiter im DP-Lager in Rosenheim und verdiente als Herausgeber seiner Zeitung 600 DM pro Monat. Im Juni 1950 reiste er als Vertreter des Weißruthenischen Zentralrats zur Versammlung des Antibolschewistischen Block der Nationen in Edinburgh und wurde ins Zentralkomitee dieser insgeheim vom CIA finanzierten Organisation gewählt.
Nach seiner Rückkehr nach Deutschland wurde er Vorsitzender des ebenfalls von der CIA finanzierten „Instituts zur Erforschung der UdSSR“ in München. Zudem arbeitete er für den Sender Radio Free Europe. Er wurde Vizepräsident der von Mikola Abramtschyk geführten Rada der Weißruthenischen Volksrepublik, einer antisowjetisch eingestellten weißrussischen Exilregierung. Nachdem Stankewitsch sich anderen belarussischen Emigranten gegenüber seiner Rolle im Massaker von Baryssau gerühmt hatte, wurde der Kontaktmann beim Office of Policy Coordination gefragt, ob die Zusammenarbeit mit einem berüchtigten Kriegsverbrecher klug sei. Dem wurde aber entgegengehalten, dass Stankewitsch eine zu wichtige Quelle sei.
1959 erhielt Stankewitsch vom Amerikanischen Komitee für die Befreiung der Völker Russlands ein Visum, das es ihm ermöglichte, in die Vereinigten Staaten auszuwandern. Er ließ sich in New York City nieder. Die CIA-Einheit von Frank G. Wisner setzte sich beim Immigration and Naturalization Service dafür ein, dass Stankewitsch eine Wiedereinreiseerlaubnis erhielt, die ihm wiederholte Reisen nach Deutschland und zurück ermöglichte. Kaum ein anderer bekannter Nazikollaborateur, der seine Morde noch dazu gestanden hatte, verfügte über so eine große Reisefreiheit. Er übernahm die Position des Chefredakteurs der Zeitung „Biełarus“. Im März 1969 erhielt er die amerikanische Staatsbürgerschaft. Der Vertreter des Office of Special Investigations (OSI) John Loftus leitete 1980 ein Verfahren gegen Stankewitsch ein, das zu seiner Ausbürgerung und Ausweisung aus den USA hätte führen können. Vor seiner geplanten Anhörung starb er jedoch am 3. November 1980.